# 新☆四角いジャングル
新☆四角いジャングル（しん しかくいジャングル）は、日本の格闘技団体。2007年にイベント企画会社のアールズ・エンタープライズによって設立され、キックボクシングルール、総合格闘技ルールの試合を行っていた。2008年1月に「四角い戦場」として旗揚げし、第2回大会から「四角いジャングル」、第3回大会から「新☆四角いジャングル」として開催。
2013年9月にアールズ・エンタープライズはUKFジャパン認定のキックボクシング団体「ワールド・マーシャルアーツ・リーグ」を設立した。

## 主な歴代出場選手
出典
- 黒田英雄
- 山本大雅（足ポキニキ）
- 羽田真宏
- グラン浜田
- リッキー・フジ
- スーパー・ライダー
- 間下隼人
- 那須川天心
- 平元蓮
- 市井舞
- 関友紀子
- 小笠原和彦
- 渡辺宏志
- 紅闘志也
- ペドロ高石
- 亜利弥
- 我龍真吾
- 土屋ジョー
- 寺尾新
- 2代目スーパータイガー
- タイガーシャーク
- サップ西成
- 瓜田幸造
- 桜木裕司
- 天承山
- ☆MIKA☆
- 庵谷デビルマン鷹史

## 大会一覧
| 大会名                                                                                            | 開催年月日    | 会場     | 開催地       |
| ------------------------------------------------------------------------------------------------- | ------------- | -------- | ------------ |
| 梶原一騎25回忌追悼記念 新☆四角いジャングル 〜ミスター格闘技降臨!!〜もうひとつのキック魂（ガッツ） | 2011年9月3日  | 新宿FACE | 東京都新宿区 |
| 梶原一騎24回忌追悼記念興行 新☆四角いジャングル 〜ミスター格闘技降臨!!〜もっともっと梶原一騎〜     | 2010年10月2日 | 新宿FACE | 東京都新宿区 |
| 新☆四角いジャングル 〜ミスター格闘技降臨!!〜                                                      | 2009年9月13日 | 新宿FACE | 東京都新宿区 |
| 激闘！平成の四角いジャングル                                                                      | 2008年11月2日 | 新宿FACE | 東京都新宿区 |
| 四角い戦場 〜強兵（つわもの）達の主張〜                                                           | 2008年1月19日 | 新宿FACE | 東京都新宿区 |